# Josip Gregur
Josip Gregur SDB (* 1952 in Donja Voća) ist ein kroatischer Ordensgeistlicher und römisch-katholischer Liturgiewissenschaftler.

## Leben

### Ausbildung
Er trat 1970 in die Ordensgemeinschaft der Salesianer Don Boscos ein. Von 1972 bis 1973 studierte er Philosophie an der Philosophisch-Theologischen Hochschule der SDB in Benediktbeuern. Den Militärdienst leistete er  von 1973 bis 1975 im ehemaligen Jugoslawien ab. Das Philosophie- und Theologiestudium in Benediktbeuern (1975–1979) schloss er mit dem Bakkalaureat in Theologie (an der Università Pontificia Salesiana) bzw. als Diplom-Theologe ab. Von 1979 bis 1980 machte er ein pädagogisches Praktikum im Schülerheim Don Bosco in Augsburg. Er wurde 1980 zum Priester in Benediktbeuern geweiht. Das Kirchenmusikstudium am Richard-Strauss-Konservatorium München (1980–1985) schloss er als Kirchenmusiker B-Prüfung und Musiklehrer im freien Beruf ab. Zugleich war er bis 1981 Erzieher im Jugendwohnheim Salesianum in München. Von 1985 bis 1991 war er Erzieher im Internat (Oberstufe) sowie (Musik- und) Religionslehrer am Marianum Buxheim.

### Liturgiewissenschaft
Das Promotionsstudium (1991–1995) im Fach Liturgiewissenschaft/Hymnologie bei Philipp Harnoncourt an der Karl-Franzens-Universität Graz schloss er als Doktor der Theologie ab. Ab 1995 lehrte er als Dozent für Liturgiewissenschaft und Kirchenmusik an der PTH Benediktbeuern. Von 1995 bis 1997 war er Hochschulseelsorger an den Hochschulen von Benediktbeuern. Ab 1997 war er Mitglied des Instituts für Salesianische Spiritualität (ISS). Nach dem Habilitationsstudium am Pontificio Ateneo Sant’Anselmo in Rom (1999–2002) wurde ihm die Venia legendi verliehen und zum Privatdozenten an der Theologischen Fakultät der Universität Fribourg ernannt. Im März 2004 wurde er zum Professor für Liturgiewissenschaft und Kirchenmusik an der Philosophisch-Theologischen Hochschule der Salesianer Don Boscos ernannt. Von 2006 bis 2008 war er Lehrbeauftragter an der Universität Augsburg. Den Lehrstuhl für das Fach Liturgiewissenschaft vertrat er von April 2008 bis März 2010 an der Universität Augsburg. Im April 2010 folgte er dem Ruf an die Universität Augsburg für die Professur für Liturgiewissenschaft, die er bis zu seiner Emeritierung innehatte.

## Schriften (Auswahl)
- Ringen um die Kirchenmusik. Cäcilianische Reform in Italien und ihre Rezeption bei den Salesianern Don Boscos (= Benediktbeurer Studien. Band 5). Don Bosco, München 1998, ISBN 3-7698-1089-9, (zugleich Dissertation, Graz 1998).
- Culmen et fons. Liturgie als actio der Kirche im Spannungsfeld von Symbol und Metapher (= Benediktbeurer Studien. Band 14). Don Bosco, München 2005, ISBN 3-7698-1575-0 (zugleich Habilitationsschrift, Fribourg 2002).
- als Herausgeber mit Peter Hofmann und Stefan Schreiber: Kirchlichkeit und Eucharistie. Interdisziplinäre Beiträge der Theologie im Anschluss an 1 Kor 11,17-34. Pustet, Regensburg 2013, ISBN 3-7917-2490-8.